# 长叶枸骨
长叶枸骨（学名：Ilex georgei）是冬青科冬青属的植物，为中国的特有植物。分布在缅甸以及中国大陆的四川、云南等地，生长于海拔1,650米至2,900米的地区，多生在山地疏林以及路旁灌丛中，目前已由人工引种栽培。

## 别名
乔氏冬青（拉汉种子植物名录），单核冬青（四川植物志）